# ヨードフェノール-O-メチルトランスフェラーゼ
ヨードフェノール-O-メチルトランスフェラーゼ(Iodophenol O-methyltransferase、EC 2.1.1.26)は、以下の化学反応を触媒する酵素である。
S-アデノシル-L-メチオニン + 2-ヨードフェノール {\displaystyle \rightleftharpoons } S-アデノシル-L-ホモシステイン + 2-ヨードフェノールメチルエーテル
従って、基質はS-アデノシルメチオニンと2-ヨードフェノールの2つ、生成物はS-アデノシル-L-ホモシステインと2-ヨードフェノールメチルエーテルの2つである。
この酵素は、転移酵素、特にメチル基を転移するメチルトランスフェラーゼに分類される。系統名は、S-アデノシル-L-メチオニン:2-ヨードフェノール　O-メチルトランスフェラーゼ(S-adenosyl-L-methionine:2-iodophenol O-methyltransferase)である。